# Kravosas
Kravosas (četveroprugi guž; lat. Elaphe quatuorlineata) je neotrovna, te najduža europska zmija. Može narasti i preko 200 cm, ali joj je prosječna dužina oko 150 cm. Temeljna boja s gornje strane je žuto do crvenosmeđa ili sivosmeđa, s po dvije tamne pruge na leđima sa svake strane tijela. Kravosas svoj plijen često lovi za topla, oblačna vremena i u sumrak. 
U Hrvatskoj je rasprostranjena na čitavom obalnom području te nekim otocima.